# Motkány
A motkány (eredetileg Scrat) egy kitalált kardfogú mókus, amely 2002-ben a Jégkorszak című filmben és annak folytatásaiban, a 2006-os Jégkorszak 2. – Az olvadás, a 2009-es Jégkorszak 3. – A dínók hajnala, a 2012-es Jégkorszak 4. – Vándorló kontinens és a 2016-os Jégkorszak – A nagy bumm című filmben szerepelt. Leginkább megszállottságáról ismert, mivel makkját életét nem féltve próbálja megszerezni, illetve megőrizni. Olyannyira, hogyha valaki elveszi tőle, mindent megtesz, hogy újra az övé lehessen (még akkor is, ha az állat, ami elvette, jóval nagyobb nála). Amikor már majdnem elérte álmai helyét, mindig kikerül onnan. 
Az állat magyar neve – az eredetihez hasonlóan – a "mókus" és a "patkány" szavak összevonásából született. 

## Rövidfilmek
Motkány két rövidfilmben is szerepel. Az elsőben, aminek címe Gone Nutty egy farönk közepébe gyűjtött hatalmas mennyiségű makk elszabadulása után Motkány véletlenül előidézi a kontinensvándorlást.
A másodikban, a No Time for Nuts-ban talál egy időgépet és meglátogat különböző történelmi korokat. Mindkettőt Oscar-díjra jelölték rövid animációs film kategóriában.

## Filmek
Mind az öt Jégkorszak-részben és a rövidfilmekben Motkány eredeti hangját Chris Wedge adja. Nem beszél, viszont gyakran nyög, sikít, vinnyog, így a magyar változatban meghagyták az eredeti hangokat.

## Érdekesség
A 2009-ben felfedezett és 2011-ben leírt Cronopio dentiacutus nevű állat (bár igazából nem volt mókus, és a dinoszauruszok korában élt) Motkányhoz hasonlóan nézhetett ki.

## Játékok
Vannak olyan játékok, amelyekben Motkány a főszereplő.